# Wamba congener
Wamba congener är en spindelart som beskrevs av Octavius Pickard-Cambridge 1896.
Wamba congener ingår i släktet Wamba och familjen klotspindlar. Inga underarter finns listade i Catalogue of Life.